# Месяц
Ме́сяц (русское обозначение: мес.) — внесистемная единица измерения времени, связанная с обращением Луны вокруг Земли.
Лунные месяцы являются основой многих календарей. В результате раскопок исследователи заключили, что люди считают дни в соответствии с фазами Луны с палеолита.
Поскольку удобство счёта требует целого числа дней в месяце, а различные периоды обращения Луны, перечисленные ниже, составляют 27,2—29,6 суток и в целых сутках исчислены быть не могут, календари издавна стремились компенсировать неточность переменной продолжительностью месяцев и/или введением дополнительных дней.
В РФ единицу времени «месяц» разрешено использовать наряду с единицами международной системы единиц (СИ). При этом не допускается применение наименования и обозначения единицы с дольными и кратными приставками.

## Месяцы в астрономии

### Синодический (лунный) месяц
Синодический (от др.-греч. σύνοδος «соединение, сближение») месяц — промежуток времени между двумя последовательными одинаковыми фазами Луны (например, новолуниями). Продолжительность непостоянна; среднее значение составляет 29,53058812 средних солнечных суток (29 суток 12 часов 44 минуты 2,8 секунды), действительная длительность синодического месяца может отличаться от средней более чем на шесть часов (при этом новолуние может отклоняться от момента, рассчитанного по средней длительности синодического месяца, до 13 часов).

### Сидерический (звёздный) месяц
Промежуток времени между двумя последовательными возвращениями Луны, при её видимом месячном движении, в одно и то же (относительно звёзд) место небесной сферы. Продолжительность составляет 27,3216610 суток (27 суток 7 часов 43 минуты 11,51 секунды).

### Тропический месяц
Период обращения Луны вокруг Земли, отсчитываемый относительно той же долготы. Равен 27,3215817 средних солнечных суток (27 суток 7 часов 43 минуты 4,66 секунды). Тропический месяц получается немного короче сидерического месяца из-за прецессии земной оси. За месяц точка весеннего равноденствия, от которой отсчитывается долгота, успевает немного продвинуться навстречу движению Луны.

### Аномалистический месяц
Промежуток времени между двумя последовательными прохождениями Луны через перигей в её движении вокруг Земли. Продолжительность в начале 1900 года составляла 27,554551 средних солнечных суток (27 суток 13 часов 18 минут 33,16 секунды), убывает на 0,095 с за 100 лет.

### Драконический месяц
Промежуток времени между двумя последовательными прохождениями Луны через один и тот же (восходящий или нисходящий) узел орбиты в её движении вокруг Земли. Продолжительность в начале 1900 года составляла 27,2122204 средних солнечных суток (27 суток 5 часов 5 минут 35,84 секунды), увеличивается на 0,0035 с за 100 лет.

## Месяцы в лунных и лунно-солнечных календарях
В лунных и лунно-солнечных календарях, используемых евреями, мусульманами, китайцами, индусами и др., длительность месяца 29 или 30 дней. В одних календарях начало месяца приходится на день фактического астрономического новолуния, в других начало месяца определяется непосредственно при помощи наблюдений.

## Месяцы в солнечных календарях
В григорианском и юлианском календаре используется фиксированная длина месяца, не связанная со сменой фаз Луны.
| Номер           | 1      | 2              | 3    | 4      | 5   | 6    | 7    | 8      | 9        | 10      | 11     | 12      |
| Название        | Январь | Февраль        | Март | Апрель | Май | Июнь | Июль | Август | Сентябрь | Октябрь | Ноябрь | Декабрь |
| Количество дней | 31     | 28 (29 висок.) | 31   | 30     | 31  | 30   | 31   | 31     | 30       | 31      | 30     | 31      |

Мнемоническое правило для запоминания количества дней в месяце по костяшкам пальцев

- Високосный год — год в юлианском и григорианском календарях, продолжительность которого равна 366 дням — на одни сутки больше продолжительности обычного, невисокосного года. В юлианском календаре високосным является год, номер которого кратен четырём. В григорианском календаре было добавлено дополнительное условие, что годы, кратные 100, но не кратные 400, не являются високосными (1700, 1800, 1900, 2100, 2200, 2300, 2500…). Вследствие этого разница между юлианским и григорианским календарём в 1900 году (кратном 100, но не кратном 400) увеличилась с 12 до 13 дней, но в 2000 году (кратном 400) осталась прежней.

### Названия
В языках народов мира месяцы изначально назывались по характерным природным явлениям в годовом цикле; в некоторых языках это сохранилось и по настоящее время, в частности, в ряде славянских языков. В современном мире многие языки, в том числе русский и сербский из славянской языковой семьи, приняли для обозначения месяцев латинские корни: «месяц Юноны» (июнь), «месяц Юлия Цезаря» (июль), «месяц Октавиана Августа» (август), седьмой—десятый (сентябрь—декабрь).